# Speculă
Specula reprezintă acțiunea unui vânzător de a profita în mod necinstit în urma unei situații pentru a mări prețurile la valori nejustificate. De exemplu:
- a cumpăra în totalitate stocul disponibil dintr-un produs și a-l re-vinde la un preț nejustificat de mare
- a profita de anunțul unor viitoare calamități naturale pentru a crește prețul la bunuri de folosință de bază (exemplu: pâine, lapte, etc)

Acest tip de practici este pedepsit în anumite țări din lume, de exemplu în statul american Florida, unde, în caz de extremă urgență, creșterea nejustificată a prețurilor la bunurile de folosință bază constituie o infracțiune penală.